# Насреддін у Ходженті, або Зачарований принц
Насреддін у Ходженті, або Зачарований принц (рос. Насреддин в Ходженте, или Очарованный принц) — фільм вірменських кінорежисерів Амо Бек-Назаряна і Еразма Карамяна. За мотивами роману Леоніда Соловйова «Зачарований принц».

## Сюжет
Про пригоди Ходжі Насреддіна в Ходженті. Він, як і раніше, вірний собі: бореться зі злом, допомагає слабким і беззахисним, відновлює справедливість.

## Актори
- Гурген Тонунц
- Сталіна Азаматова — Зумрад
- Тахір Сабіров
- Марат Аріпов — Багдадському злодій
- Мухаммеджан Касимов